# 五知齋琴譜
《五知斋琴谱》古琴谱，此书行款题名四人：古琅老人徐祺大生鉴定，会嵇黄镇仲安参订，徐俊（徐祺之子）越千校，燕山周鲁封子安彙纂。据周鲁封序称，他初向徐俊学琴，又说该谱是徐俊“半生心血”，而徐俊自序则强调说明是他父亲徐祺“历燕、齐、赵、魏及吴、楚、瓯、越，……推敲至三十余年之久，始成一帙”几度谋刻未果，“谱秘笥中五十四载”，始由周鲁封彙纂，于康熙壬寅校订付刊，至雍正二年（1724）始正式面世。

## 琴谱特点
该谱与他谱不同之处有：指法规范统一，计录细致周到；每曲均有曲评，并注明谱本的传派、源流或改动之处；甚至每个乐句或某个乐音的轻重疾徐、虚实变化和应有表情，均用旁注注明。由此可看出徐祺父子演奏艺术与美学思想的特点是：重视传统，更注意创新，一切从“传神”出发，强调左右两手轻重疾徐、刚柔虚实与灵巧跌宕的对比变化，因而其演奏情深意切，形象生动，令人神往，在清代及清以后的琴坛上享有极高的声誉。